# Marie Joseph Eugène Bridoux
Marie Joseph Eugène Bridoux (Oisemont, 25 febbraio 1856 – Pœuilly, 17 settembre 1914) è stato un generale francese, che combatte durante la prima guerra mondiale dapprima come comandante della 5ª Divisione e poi alla testa del 1º Corpo d'armata di cavalleria.
Decorato con la croce di ufficiale della Legion d'onore e la Croix de Guerre 1914-1918 con palma di bronzo, citato all'Ordine del giorno dell'esercito, cadde in combattimento a Pœuilly e fu insignito del titolo di Mort pour la France. Padre del generale Eugène Marie Louis. Il suo nome è scritto sul monumento Généraux morts au Champ d'Honneur 1914-1918 situato presso La cattedrale di San Luigi degli Invalidi nell'Hôtel des Invalides di Parigi.

## Biografia
Nacque ad Oisemont il 25 febbraio 1856, figlio di François Louis Joseph,. di professione gendarme e di Séraphine Céline Caron. Arruolatosi nell’Armée de terre il 16 ottobre 1875, grazie ad una borsa di studio, fu ammesso a frequentare l'École spéciale militaire de Saint-Cyr (promotion de la Dernière de Wagram), da cui uscì il 30 settembre 1877 con il grado di sottotenente assegnato all’arma di cavalleria. Il suo primo incarico fu al 17e Régiment de dragons a Carcassonne, da cui il 29 ottobre 1878 fu trasferito al 14e Régiment de dragons. Promosso tenente il 1 marzo 1882, fu assegnato al 3e Régiment de chasseurs d'Afrique a Constantina, in Algeria, dove rimase fino al 12 agosto 1883. Rientrato in Francia, dal 31 ottobre dello stesso anno al 31 agosto 1884 fu distaccato presso l'École d'application de cavalerie a Saumur. Dal 1 novembre 1884 al 23 agosto 1885 prestò servizio presso il 1er Régiment de cuirassiers di stanza in Algeria. Il 31 gennaio 1886 sposò a Trouville la signorina Marie Louise Cécile Quesnel (1866-1960), che gli diede  sei figli.
Divenuto capitano il 18 gennaio 1887, in forza al 3e Régiment de dragons di Nantes, il 24 settembre 1894 fu assegnato, in qualità di istruttore, all'École d'application de cavalerie a Saumur. Il 2 marzo 1898 ritornò in servizio al 3e Régiment de dragons con il grado di chef d'escadron. Tra il 1900 e il 1902 prestò servizio presso l'École spéciale militaire de Saint-Cyr il qualità di comandante della sezione di cavalleria. Promosso tenente colonnello il 30 dicembre 1902, fu trasferito al 27e Régiment de dragons di Versailles, dove fu promosso colonnello il 24 giugno 1906. Con apposito decreto del 29 maggio 1909 assunse l’incarico di direttore della cavalleria presso il Ministero della guerra di Parigi. Generale di brigata dal 21 dicembre 1909, fu assegnato allo Stato maggiore dell’esercito, mantenendo anche l’incarico di direttore della cavalleria, e promosso generale di divisione nel 1913. Già insignito del titolo di Cavaliere della Legion d’onore nel 1896, fu nominato ufficiale il 29 dicembre 1910. Con decreto del 29 aprile 1913 assunse il comando della 5e Division de cavalerie a Reims. Il 31 luglio 1914, con lo scoppio della prima guerra mondiale, fu mobilitato e assegnato, con la sua divisione, al 1º Corpo d’armata di cavalleria del generale André Sordet, penetrando in Belgio per arrivare fino a 31 km da Liegi, per poi ritirarsi sotto l’incalzare dell’avanzata tedesca. L’8 settembre dello stesso anno sostituì il generale Sordet al comando del 1er Corps d’armée de cavallerie.
Il 17 settembre, durante la fasi della corsa al mare, rimase ucciso in combattimento a Pœuilly, quando il convoglio di cinque automobili su cui viaggiava, scortato da una autoblinda, a causa di un errore di un ufficiale del suo stato maggiore, fu intercettato da una cinquantina di fanti tedeschi che aprirono il fuoco. Rimasto gravemente ferito fu trasportato presso il villaggio di Pœuilly, dove il dottor de Bellevue constatò che il proiettile aveva trapassato un polmone e lesionato la colonna vertebrale. Si spense alle 16:00 di quello stesso giorno. Citato all’ordine del giorno dell'armata  fu riconosciuto come mort pour la France, e il suo corpo fu in seguito tumulato presso il cimitero di Montparnasse, a Parigi.
Dopo la fine del conflitto, nel 1919 la Dragonerkaserne di Metz fu ribattezzata con il suo nome, che è scritto anche sul monumento ai Généraux morts au Champ d'Honneur 1914-1918 sito nella Cattedrale di San Luigi degli Invalidi dell'Hôtel des Invalides di Parigi..

### Annotazioni
1. ↑  Si trattava di Marcelle, Eugène Marie Louis (1888-1955), Renée (1890-…), André, Germaine, Jacques Marie Charles Louis.
2. ↑  Con la seguente motivazione: naissance, est mort en disant à ceux qui l'entouraient: Je meurs avecune grande joie pour mon pays, et dites au Corps de cavalerie que le sacrifice de ma vie doit lui servir d'exemple.

### Fonti
1. 1 2 3 4 5 6 7 8 9 10 11 12 13 14 15 16 17 18 19 20 21 22 23 24  Laurent Guillemot, La Liste de Foch: Les 42 Généraux morts au champ d'honneur, Éditions de Fallois, Paris, 2017.
2. 1 2  Relevé du mémorial des généraux 1914-1918, Hôtel des Invalides.
3. 1 2 3 4 5  Guerre de 1914-1918. Tableau d'Honeur 1919, p. 161.
4. ↑  Acte de naissance nº 10/1856 del comune di Oisemont.
5. ↑  (FR) Jean Boÿ, Historique de la 60e promotion de l’École spéciale militaire de Saint-Cyr (1875-1877), promotion Dernière de Wagram (PDF), su www.saint-cyr.org, Association des élèves et anciens élèves de l’École spéciale militaire de Saint-Cyr (Saint-Cyrienne), 26 giugno 2011,  p. 2 et 4. URL consultato il 2 settembre 2016..
6. ↑  Journal de marches et des opérations (JMO) de la 5e DC, cote SHD 26 N 485/1, ministère français de la Défense.
7. ↑  JMO du CC Sordet, cote SHD 26 N 249/1, ministère français de la Défense.
8. ↑  «Marie Joseph Eugène Bridoux», base Mémoire des hommes, ministère français de la Défense.